# Uritorco
Uritorco är ett berg i Antarktis. Det ligger i Sydshetlandsöarna. Argentina, Chile och Storbritannien gör anspråk på området.
Terrängen runt Uritorco är huvudsakligen kuperad, men norrut är den platt. Havet är nära Uritorco norrut. Trakten är glest befolkad. Närmaste befolkade plats är Gabriel de Castilla Spanish Antarctic Station, 4,1 kilometer söder om Uritorco. 